# Здоле (Кршко)
Здоле (словен. Zdole) — поселення в общині Кршко, Споднєпосавський регіон, Словенія. Висота над рівнем моря: 310,9 м.